# Escudo de Florencio Varela
El Escudo del Partido de Florencio Varela fue aprobado oficialmente en 1981 mediante resolución número 612.

## Heráldica
- Forma: cuadrilongo terminado en triángulo curvilíneo o francesa antigua, cuartelado en cruz estrecha de oro, con filiera de sable como bordura. Trae en el primer cuartel sobre tapiz de gules un libro abierto de plata y sable cargado con una pluma de plata y sable en barra. En el segundo cuartel sobre tapiz de plata un clavel de gules foliado de sinople y sable puesto en barra, brochante sobre el mismo una rueda dentada de sable y plata y sobre el todo una retorta de plata siniestra y con su pico hacia la diestra. En el tercer cuartel sobre tapiz de sinople una franja ondulada de azur celeste con bordes de sable, y cuatro figuras de tamaño y contorno irregular de su color y plata. Y en el cuarto cuartel sobre tapiz de azur una cabeza de buey de frente y en punta una lanza y juego de carreta con sus correas de plata. Dividiendo los cuarteles una cruz paté de oro.

- Ornamentos: como bordura externa un lema de fecha superior continuado en ambos flancos por gruesa línea de sable y desde éstos a la punta un lema toponímico de letras capitales de sable sobre fondo de plata.

## Simbología
- La pluma simboliza al periodista Dr. Florencio Varela, cuyo nombre lleva el partido, y el libro abierto recuerda al gran escritor y ornitólogo Guillermo Enrique Hudson, nacido en 1841 y que vivió su infancia en la estanzuela Veinticinco Ombúes, lugar donde se inspiró en su contacto con la naturaleza y se despertó su vocación por la ornitología.

- En el segundo, la plata simboliza la pureza y está representado el clavel, o sea la flor que se cultiva en la región. La rueda y la retorta significan el trabajo y la industria, especialmente la de productos químicos, que se desarrolla en la zona.

- El tercero, el sinople habla de la tierra y de la abundancia; en este blasón representa la fertilidad del suelo, y el arroyo de plata con las piedras recuerda al Arroyo las Piedras, lugar geográfico alrededor del cual se nucleó la población inicial del actual partido y que dio su nombre primigenio al paraje.

- En el cuarto, el azur, entre sus atributos representa la serenidad, que recuerda la del cielo azul de Florencio Varela. El buey y el yugo, evoca la carreta que antaño constituyó la principal fuente de trabajo de sus primeros y laboriosos pobladores, que con ella comerciaban frutos y otras especies para ganar el sustento diario.

- La Cruz Redentora sobre el todo, evoca la raíz cristiana.

- Datos: Q65165099